# Thesur
Thesur là một thị xã panchayat của quận Kanniyakumari thuộc bang Tamil Nadu, Ấn Độ.

## Nhân khẩu
Theo điều tra dân số năm 2001 của Ấn Độ, Thesur có dân số 6918 người. Phái nam chiếm 50% tổng số dân và phái nữ chiếm 50%. Thesur có tỷ lệ 86% biết đọc biết viết, cao hơn tỷ lệ trung bình toàn quốc là 59,5%: tỷ lệ cho phái nam là 89%, và tỷ lệ cho phái nữ là 83%. Tại Thesur, 8% dân số nhỏ hơn 6 tuổi.